# Kani Rock
Der Kani Rock (japanisch かに岩 Kani-iwa, deutsch ‚Krabbenfelsen‘; norwegisch Krabba ‚Krabbe‘) ist ein Felsvorsprung an der Kronprinz-Olav-Küste im ostantarktischen Königin-Maud-Land. Er ragt zwischen dem Umeboshi Rock und den Chijire Rocks auf.
Luftaufnahmen und Vermessungen einer von 1957 bis 1962 dauernden japanischen Antarktisexpedition dienten seiner Kartierung. Japanische Wissenschaftler nahmen auch 1963 die Benennung vor, die das US-amerikanische Advisory Committee on Antarctic Names 1968 in einer Teilübersetzung ins Englische übertrug.